# Журавлинцы
Журавлинцы (укр. Журавлинці) — село в Городокском районе Хмельницкой области Украины.
Население по переписи 2001 года составляло 156 человек. Почтовый индекс — 32015. Телефонный код — 3251. Занимает площадь 0,094 км². Код КОАТУУ — 6821281902.

## Местный совет
32015, Хмельницкая обл., Городокский р-н, с. Веселец